# Shenasnameh

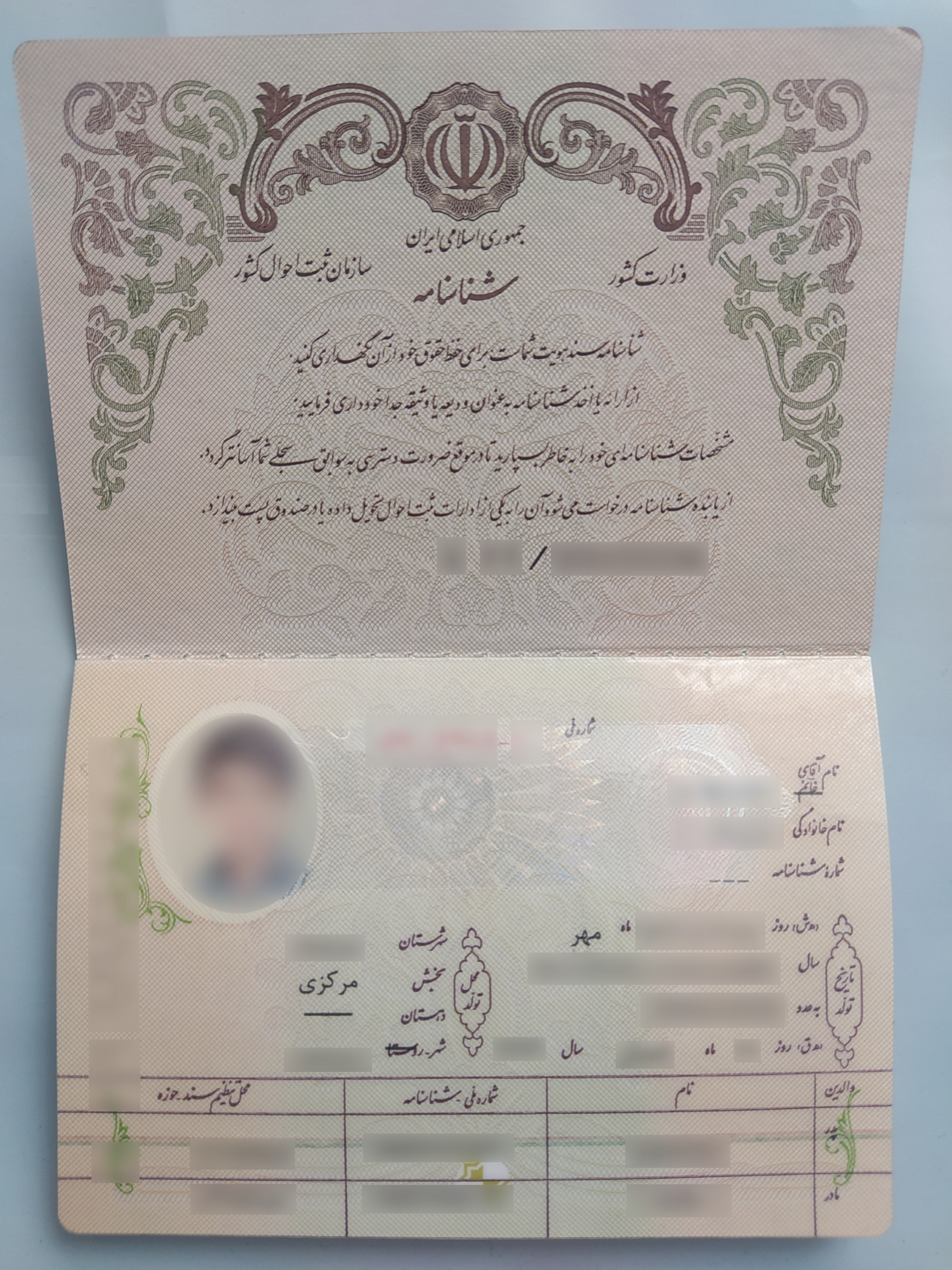
Shenasnameh

Shenasnameh (deutsch auch: Schenasnameh, persisch شناسنامه, ‚Geburtsurkunde/Personalausweis‘) ist eine iranische Personenstandsurkunde, die im Deutschen häufig vereinfachend mit Geburtsurkunde übersetzt wird. Das Shenasnameh ist jedoch eine Mischung aus Personalausweis, Geburtsurkunde und anderen Personenstandsurkunden, das im deutschen Rechtskreis keine Entsprechung hat. Auf den Seiten 3 und 4 sind Geburt, eventuell auch Heirat, Scheidung, Geburt der Kinder und Tod eingetragen. Das Shenasnameh ist ausschließlich in farsi verfasst.
Im Iran wird das Shenasnameh in der Regel bei der Geburt erstmals ausgestellt. Ca. 2015/2016 mussten alle iranischen Staatsangehörigen ihre Shenasnameh ändern. Es werden im Shenasnameh nach wie vor zwingend alle Zivilstandsänderungen wie Heirat, Scheidung, Tod und Geburt der Kinder eingetragen. Die neuen Ausweise werden computerisiert ausgestellt und nicht mehr von Hand geschrieben. Das Shenasnameh wird vom Zivilstandsamt des Geburtsortes ausgestellt.